# Санфречче Хиросима
«Санфречче Хиросима» (яп. サンフレッチェ広島 Санфурэтте Хиросима, англ. Sanfrecce Hiroshima) — японский футбольный клуб из города Хиросима, префектура Хиросима.

## История
Клуб был основан в 1938 году. Первое название команды было Тоё Индастрис (Toyo Industries). В 1992 стал одним из основателей Джей-лиги. В 2001 году клуб тренировал Валерий Непомнящий, а в 2002 году — Гаджи Гаджиев, при котором Санфречче вылетел во второй дивизион.
В сезоне 2008 года Санфречче Хиросима заняло 1-е место во Втором Дивизионе и завоевало путевку в Первый дивизион Джей-лиги. В сезоне 2012 года Санфречче Хиросима выиграла Чемпионат Японии по футболу. Санфречче является рекордсменом по количеству финалов Кубка Императора по футболу. На его счету 13 розыгрышей кубка.

## Достижение
- Чемпион Японии (8): 1965, 1966, 1967, 1968, 1970, 2012, 2013, 2015
- Обладатель Кубка Императора (3): 1965, 1967,  1969
- Финалист Кубка Императора (11): 1954, 1957, 1966, 1970, 1978, 1987 1995, 1996, 1999, 2007, 2022

## Тренеры
- Валерий Непомнящий (2001)